# 张勃 (三国)
张勃（3世纪—4世纪），吴郡吴县（今江苏省苏州市）人，大鸿胪张俨之子，三国孙吴史学家。
孙吴被西晋灭亡后，心念故国的张勃不满孙吴官史《吴书》、环济《吴纪》、胡冲《吴历》、周处《吴书》的种种缺陷及陈寿《三国志》中用列传而非帝王本纪记载孙吴诸帝，遂沿袭前人体例结构，作《吴录》三十卷，多以官修史书为准，以谶纬、天命符瑞为依据称孙吴为正统，叙事直到太康三年（283年）末帝孙皓去世，成书不早于晋惠帝永宁年间（301年—302年）全皇后去世。张勃在《吴录》中为父作传，开子为父作传先河，亦首次将《祥瑞志》写入史书。
唐朝司士参军王德琏《饶州记序》称“是以张勃吴录，风俗靡遗”。